# Термез (аеропорт)
Аеропорт Термез (узб. Termiz xalqaro aeroporti) (IATA: TMJ, ICAO: UTST) - аеропорт спільного базування, міста Термез, Узбекистан. Летовище використовується як база ВПС Німеччини для прийому Transall C-160, які є частиною німецького контингенту ISAF.

## Авіалінії та напрямки
| Авіакомпанія       | Пункт призначення                        |
| ------------------ | ---------------------------------------- |
| Uzbekistan Airways | Москва-Домодєдово, Ст Петербург, Ташкент |